# Mead (Liverpool)
Mead is een historisch merk van motorfietsen.
De bedrijfsnaam was: Mead Cycle Co., Liverpool.
De motorfietsen van dit Britse merk werden waarschijnlijk door Premier in Coventry gebouwd. Ze waren voorzien van 198-, 492- en 592cc-Precision-motoren, 293cc-JAP’s of 746- en 980cc-Premier V-twins.
De productie begon in 1911, maar tot 1913 werden slechts kleine aantallen met de 3½pk-Precision-motor geproduceerd. In 1914 werd de lijn uitgebreid: er waren nu modellen met 2½- tot 4¼-eencilinders en 6- 8pk-V-twins. De klant kon bepalen of de machines werden voorzien van directe riemaandrijving of van "chain-cum-belt" aandrijving (kettingaandrijving tussen krukas en versnellingsbak en riemaandrijving naar het achterwiel). Er kwam ook een lichtgewicht 2pk-model met twee versnellingen en riemaandrijving. In 1915 werd de productie vanwege de Eerste Wereldoorlog stilgezet.
Na de oorlog opende men ook een bedrijf in Birmingham en vanaf 1922 begon Mead weer motorfietsen samen te stellen. De inbouwmotoren kwamen nog steeds van Precision, maar ook van A.W. Wall en Villiers. In 1924 verdween Mead van de markt.